# Sofagasè
Sofagasè (en llatí: Sophagasenus, en grec antic: Σοφαγασῆνος) va ser un rei de l'Índia amb el qual Antíoc III el Gran hauria renovat un tractat d'aliança i del que va obtenir alguns elefants quan va fer una expedició a través de l'Hindu Kush l'any 206 aC aproximadament, per lluitar contra Eutidem I de la Bactriana, segons diu Polibi.
El poble o territori sobre el que va governar aquest rei no és clar i Schlegel suposa que el seu nom sànscrit seria Subaghasena que vol dir «cap de l'exèrcit afortunat» o «cap de l'exèrcit de la sort».